# Taketomi
Taketomi (jap. 竹富町 Taketomi-chō) – miasto w Japonii, w prefekturze Okinawa, w archipelagu Yaeyama. Według danych na rok 2020 miejscowość zamieszkiwało 3 942 mieszkańców , a gęstość zaludnienia wyniosła 11,8 os./km².